# Ibrahim Szejtan
Szejtan Ibrahim Pasza (zm. 3 grudnia 1685) – mąż stanu Imperium Osmańskiego, gubernator Damaszku, Mory, Erzurum, Diyarbakir. Pokonany w Bitwie pod Żurawnem przez Jana Sobieskiego. Komendant obrony Budapesztu w wojnie lat 1683-1685. 